# 12″ морско оръдие Mark XI
12-инчово морско оръдие Mk XI е британско корабно оръдие с калибър 304,8 mm. Оръдието е разработено през 1910 г. от фирмата „Армстронг-Уитуорт“. С оръдията от типа Mark XI (по 2 оръдия във всяка от петте им куполни установки) са въоръжени линейните кораби от типовете „Сейнт Винсент“, HMS Neptune („Нептун“) и „Колосус“.

## Конструкция на оръдието
Канала на ствола на оръдието има дължина 50 калибра или 15 240 мм. Оръдието има картузно зареждане с бутален затвор система „Уелин“. Максималният ъгъл на възвишение на оръдията е 15°. Зареждането се осъществява при постоянен ъгъл на възвишение от 5°. Масата на оръдието без затвора съставлява 65,6 тона.